# NGC 3510
NGC 3510 је спирална галаксија у сазвежђу Мали лав која се налази на NGC листи објеката дубоког неба.
Деклинација објекта је + 28° 53' 5" а ректасцензија 11h 3m 43,7s. Привидна величина (магнитуда) објекта NGC 3510 износи 12,6 а фотографска магнитуда 13,2. Налази се на удаљености од 12,448 милиона парсека од Сунца. NGC 3510 је још познат и под ознакама UGC 6126, MCG 5-26-40, CGCG 155-50, IRAS 11010+2909, HARO 26, KUG 1101+291, PGC 33408.